# Мёрлинг, Георг
Георг Мёрлинг (швед. Georg Mörling или швед. Georg Meurling); (1698, Векшё, Королевство Швеция — 1741, Санкт-Петербург) — русский учёный шведского происхождения, академик РАН.

## Биография

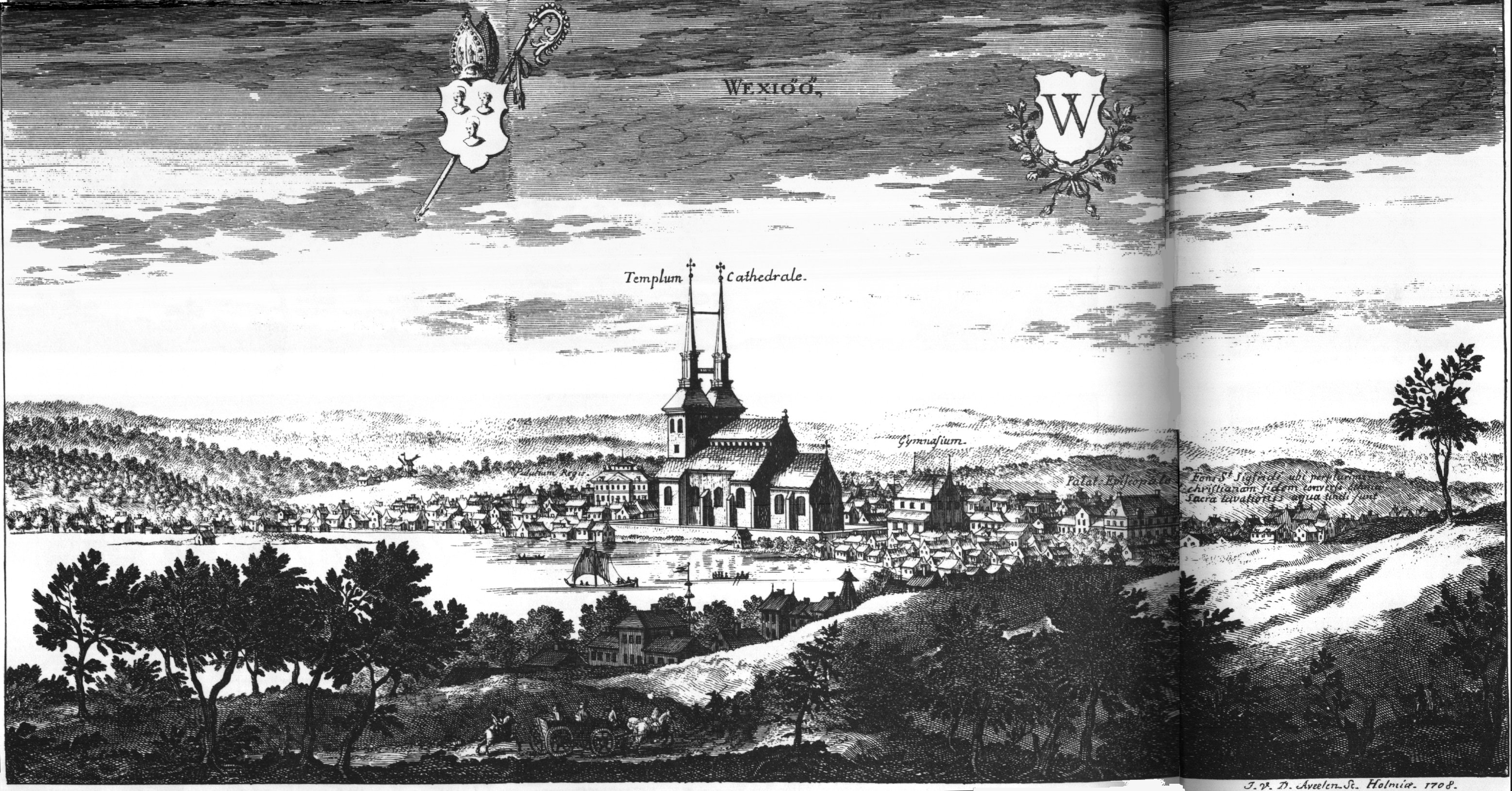
Родной город Мёрлинга, Векшё (Королевство Швеция), каким он был при его жизни.

Родился в 1698 году в городе Векшё, Швеция. Образование получил сперва в Королевской гимназии в родном городе (1711—1713), в затем Упсальском университете, который окончил в 1718 году. В том же году переехал в шведский город Або (совр. город Турку, Финляндия), где работал научным сотрудником и преподавателем в Королевской академии Або. В 1732 году получил там же звание адъюнкта.
По неизвестным причинам, в 1735 или 1736 году выехал из Або в Санкт-Петербург, где был зачислен в штат  Императорской Академии наук (предшественницы РАН) также адъюнктом (а позднее получил и звание академика). 
Был назначен проректором, а в дальнейшем (1740) и ректором Академической гимназии, в которой сам преподавал латынь. Однако, уже в 1741 году тяжело заболел, вышел в отставку по собственному прошению и получил официальное разрешение на возвращение в Швецию, воспользоваться которым не успел. 
Георг Мёрлинг скончался в 1741 году в Санкт-Петербурге.